# ألان بلفور
ألان بلفور (بالإنجليزية: Alan Balfour) هو أكاديمي بريطاني، ولد في 1951 في جورجيا في الولايات المتحدة.